# Ernie Sabella
Ernie Sabella, född 19 september 1949, är en amerikansk skådespelare bäst känd för att ha gjort rösten till vårtsvinet Pumbaa i Lejonkungen och dess uppföljare och tv-serier. Han har även dykt upp i tv-serier som Seinfeld och filmer som Mus i sitt eget hus.

## Fotnoter
1. ↑  Internet Broadway Database, Internet Broadway Database person-ID: 73258, läst: 9 oktober 2017.[källa från Wikidata]
2. ↑  Discogs, Discogs artist-ID: 310198, läst: 9 oktober 2017.[källa från Wikidata]